# Ahunui
Ahunui is een atol in de eilandengroep van de Tuamotuarchipel (Frans-Polynesië). Het atol behoort tot de gemeente Hao. In 2017 was het eilandniet permanent bewoond. 

## Geografie
Katiu ligt 57 km ten zuidoosten van Paraoa en 938 km ten oosten van Tahiti. Het is een bijna rond atol met een middellijn van 6 km. Het landoppervlak bedraagt 5,7 km². Het wateroppervlak van de lagune is 34 km².

## Geschiedenis
De eerste Europeaan die melding maakte van het eiland is de ontdekkingsreiziger Frederick William Beechey op 30 januari 1826.
In de negentiende eeuw werd het eiland Frans territoriaal bezit. Er woonden toen ongeveer 20 mensen die zich bezig gingen houden met het de kweek van pareloesters.

## Ecologie
Op het eiland komen 38 vogelsoorten voor waaronder zes soorten van de Rode Lijst van de IUCN waaronder de phoenixstormvogel (Pterodroma alba) en de endemische tuamotujufferduif (Ptilinopus coralensis) en tuamotukarekiet (Acrocephalus atyphus).